# Pintures murals romàniques del Pirineu
Les pintures murals romàniques del Pirineu daten dels segles xii i xiii, i decoren absis d'esglésies o esglésies senceres construïdes en aquest mateix període.
La conservació de les pintures murals a les esglésies del Pirineu fins al segle xx es va veure afavorida perquè les remodelacions de les esglésies al llarg dels segles no van imposar la destrucció dels edificis romànics. Les pintures conservades procedeixen sobretot de les comarques catalanes de l'Alt Urgell, Pallars Jussà, Pallars Sobirà i Alta Ribagorça, i també de les comarques aragoneses de la Ribagorça, Jacetania, Cinco Villas i Alto Gállego.

## Descoberta dels conjunts
Entre la segona meitat del segle xix i als inicis del segle xx amb l'aparició dels moviments nacionalistes a Europa, els estudiosos europeus van començar a buscar les arrels culturals de les seves nacionalitats en el passat medieval. Va ser aleshores quan a Catalunya moguts per aquest afany de coneixement iniciaren una sèrie d'expedicions acadèmiques al Pirineu per tal d'estudiar els seus elements patrimonials, i així fou com descobriren i començaren a valorar l'art romànic pirinenc. 
Es podria resumir en una sèrie de fets significatius la descoberta i posterior valoració de l'art romànic. El primer fet a tenir en compte seria el de la restauració del Monestir de Santa Maria de Ripoll, a mans de l'arquitecte Elies Rogent, recuperat com a element patrimonial amb la voluntat de transmetre al poble català un missatge nacionalista, de patriotisme i religió propugnat per l'aleshores bisbe de Vic Morgades i Gili. A aquesta restauració s’afegia a la creació del Museu Episcopal del Vic per part de Morgades,  el 1891 (l'obertura del museu va esperonar l'aparició d'altres museus municipals i diocesans a Catalunya). Aquests dos fets guarden una relació molt important respecte a l'art romànic, perquè tant en el Monestir de Santa Maria de Ripoll com en el Museu Episcopal de Vic es van descobrir i exposar, respectivament, pintures i frontals d'altar romànics. A més a més, a aquests descobriments s’hi van sumar el de les pintures de Sant Quirze de Pedret, pintures estudiades per Josep Puiggarí, que van suposar un punt de partida de l'estudi de la pintura romànica; i a aquestes pintures els van seguir diversos descobriments més, com el de les pintures de Sant Pere de Terrassa.
Cada cop hi havia un interès major per les obres romàniques, i la Junta de Museus es va reorganitzar nomenant vocal suplent a Josep Pijoan. Va ser Pijoan qui va promoure una expedició per la Cerdanya, on el principal objectiu era el de continuar estudiant i adquirint noves pintures murals i peces romàniques per a la configuració de la col·lecció del Museu Nacional de Catalunya. Aquesta estrategia d'anar a comprar directament obres, feia que no haguesin d'esperar que els col·leccionistes fossin els que negociaven amb els museu. En no esperar, milloraven la col·lecció del museu i obtenien pel mateix preu una major quantitat d'obres. 
La Junta de Museus va realitzar una llista d'edificis on es conservava decoració mural romànica, i a partir d'aquesta es va iniciar una altra expedició a la part occidental dels Pirineus,el 1907, van redescobrir els conjunts murals de la Vall de Boí. Aquesta nova missió va ser dirigida per Puig i Cadafalch, i a diferència de la que s’havia fet en anys anteriors, aques a vegada tenia l'única finalitat de fer un estudi exhaustiu dels conjunts.
Un cop la missió ja havia passat per la Vall de Boí es va dirigir cap a la Ribagorça, passant per Pont de Suert per veure Roda d'Isàvena i Ovarra.
Amb la fundació el 1907 de l'Institut d'Estudis Catalans es va impulsar la publicació de les recerques sobre el patrimoni català, i Josep Pijoan que havia tingut la íniciativa i que ho havía proposat també a l'Institut d'Estudis Catalans, va proposar a la Junta de Museus que es fes un estudi, amb un seguiment, i la posterior publicació, de les pintures murals catalanes. D’aquesta manera les pintures murals van adquirir protagonisme i valor, fet que va ajudar a pal·liar en part la seva mala conservació.
Amb la informació recopilada, i per a donar a conèixer els conjunts murals, es van realitzar una sèrie de publicacions a base de fascicles, estant cada fascicle dedicat a una zona concreta. Els fascicles incloïen estudis de les esglésies amb les plantes, fotografies i làmines en color que reproduïen les còpies de les pintures a escala o a mida natural. La manera que tenien de fer les reproduccions era contractant a pintors, que les realitzaven a escala i simulaven les textures dels colors de la pintura mural.
Es van publicar quatre fascicles (el 1907, el 1910, el 1911 i el 1921). Va ser a partir del segon fascicle quan es van incloure les làmines de les reproduccions fetes per l'artista Joan Vallhonrat en color.

## Primers arrencaments de pintures murals romàniques (1919-1923)
Al llarg dels anys, molts elements litúrgics havien perdut el seu significat i el seu ús però amb l'aparició dels col·leccionistes, l'església es va adonar que aquests objectes eren valuosos i que venent-los podien obtenir beneficis. 
Al juny de 1919 van decidir fer una nova còpia de les pintures de Santa Maria de Mur. L'encarregat d'acomplir aquesta tasca fou el pintor Joan Vallhonrat (pintor que ja havia realitzar una còpia el 1915), però en el moment de la seva arribada es va trobar amb què les pintures havien sigut venudes amb l'autorització de l'arxiprest de Tremp a col·leccionistes estrangers. Quan es va assabentar Joaquim Folch i Torres, van iniciar una campanya per prendre una decisió sobre què fer. Van intentar recuperar-les, però no van poder fer res perquè no sortissin a l'estranger. Actualment les pintures de l'absis central de Santa Maria del Mur es troben al Museu Fine Arts de Boston.
Després d'aquest fet, també es va saber que aquests mateixos comerciants havien realitzat més pactes per tal de comprar la resta de pintures que havien aparegut publicades als fascicles.

Enfront aquesta situació, la Junta de Museus va prendre la decisió de protegir el patrimoni romànic. Això va plantejar el problema de què es podia fer amb les pintures una vegada estiguessin comprades. Es van arribar a dues qüestions per tal de solucionar-ho: Per una banda, es podien conservar in situ i restaurar-les i per l'altra arrencar les pintures de les parets i conservar-les al Museu de Barcelona (Quan parlem del Museu de Barcelona ens referim al que posteriorment rebrà el nom de MNAC, ja que al llarg de la història ha canviat de nom i ubicació). Finalment, van optar per la segona opció i es construïren reproduccions dels absis com a suport, que tindrien la funció de substituir i reproduir les parets de les esglésies, col·locant les pintures en una imitació de l'entorn original. Es va iniciar una negociació amb els bisbats i els tècnics per tal de saber quin seria el preu d'arrencament de les pintures. El museu va haver de demanar un préstec per tal de poder realitzar aquesta operació. Les primeres pintures que es va decidir arrencar varen ser les que ja havien estat publicades en els fascicles.

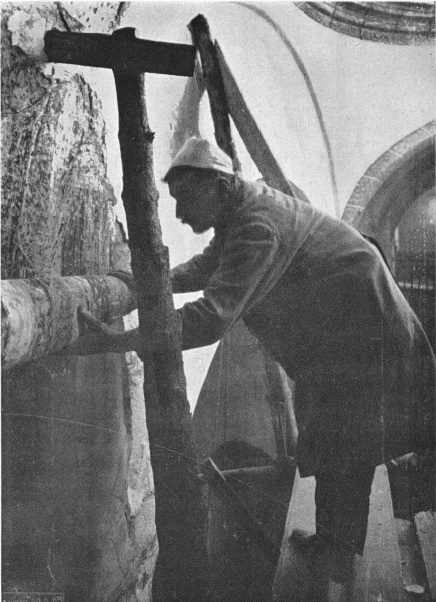
Arrancada de les pintures de Santa Maria de Taüll amb la tècnica de lstrappo

Els encarregats de realitzat els arrencaments d'aquestes pintures varen ser els mateixos tècnics italians que havien arrencat les pintures de Santa Maria del Mur, sent dirigits per Steffanoni. La tècnica que van fer servir per a aquesta tasca va ser l'strappo. Aquesta tècnica es realitzava amb tota una sèrie de procediments que s’iniciaven amb la col·locació d'unes teles de cotó mullades en una pasta de cola soluble i aigua sobre les pintures. Després d'haver realitzat això, s’esperava que s’assequessin perquè quedés adherida a les pintures. Seguidament i mitjançant una espàtula arrencaven de dalt a baix el tros de pintura i l'arrebossat que hi havia a sota, les cargolaven i les guardaven en caixes protegides que les transportarien al museu. Un cop les pintures havien arribat al museu se’ls aplicava una nova capa de teles mullades en la part de l'arrebossat. Finalment es treien les teles de la part pintada, mostrant les pintures, que serien col·locades als murs de suport.
Els primers arrencaments de la vall de Boí es van realitzar al setembre de 1919. Mentre estaven arrencant les pintures es van adonar que a sota de la capa blanca de pintura que cobria els murs de l'església, hi havia més pintura mural. El descobriment que hi havia noves restes de pintura en l'església va produir problemes, ja que aquestes pintures no estaven incloses en el tractat que havien fet prèviament i no les podien arrencar.
L'arrencament de les pintures a la vall de Boí va tenir diversos problemes i només es van poder arrencar una imatge d'un quadrúpede i la lapidació de San Esteve de l'església de San Joan de Boí. Quan van anar a arrencar les pintures de Taüll es van trobar que els habitants del poble no volien que s’emportessin més antiguitats o que en tot cas volien una compensació econòmica. Aquest fet va provocar que els tècnics italians no poguessin arrencar les pintures murals. En el cas de Sant Joan de Boí sí que es varen poder arrencar però el bisbe no va deixar als tècnics italians que s’emportessin les pintures, ja que no hi confiava.
Un parell de mesos més tard i per tal que Steffanoni pogués continuar amb els arrencaments de Taüll, es va fer un tracte amb els habitants perquè no molestessin en la seva feina. Va haver alguns conflictes entre els tècnics i els veïns del poble però finalment es van poder arrencar les pintures.
De Sant Climent de Taüll es van arrencar un arc presbiteral i fragments d'un altre arc presbiteral i l'absis. En el cas de Santa Maria de Taüll únicament es va arrencar l'absis.

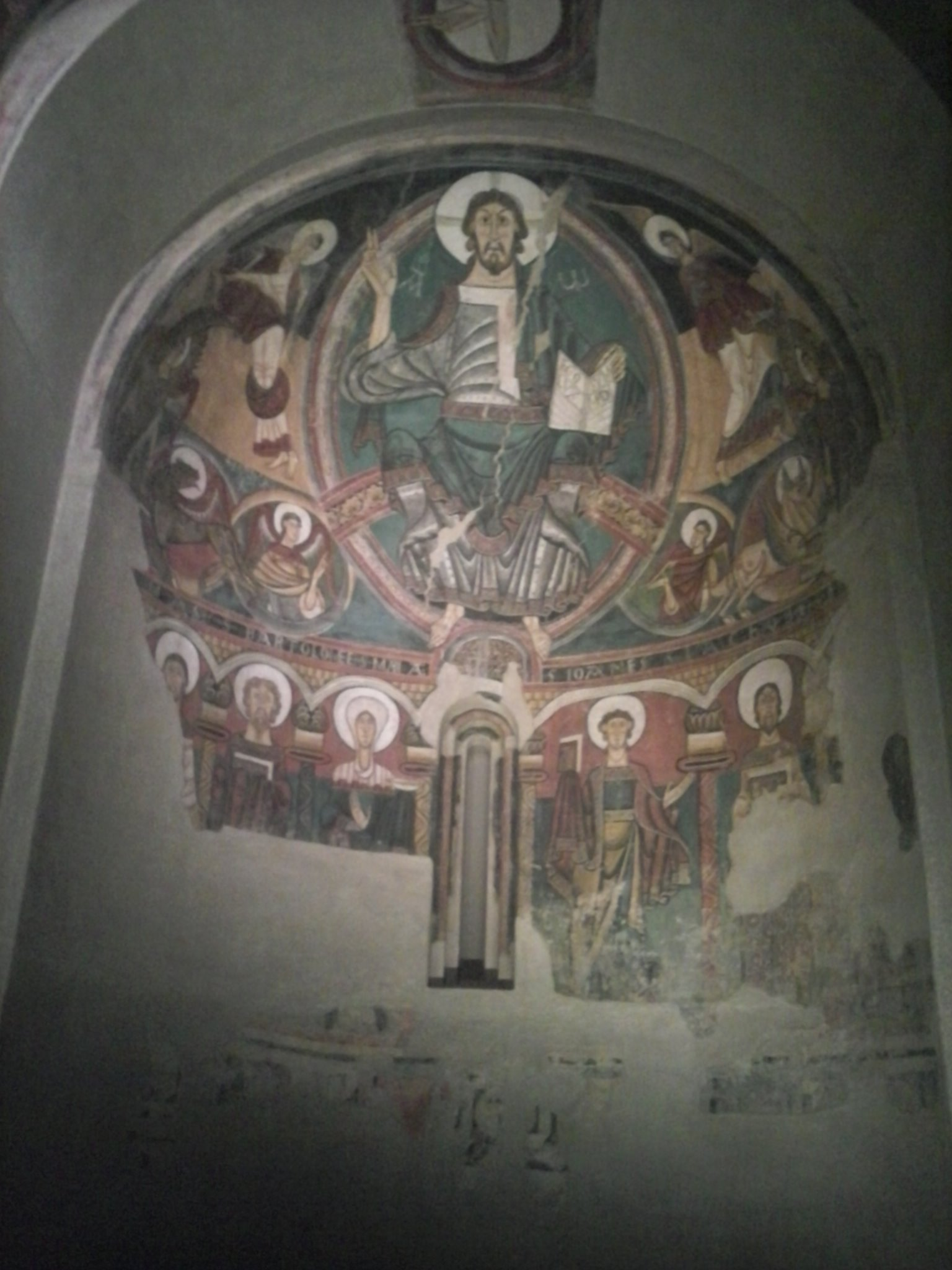
Pintures murals de l'absis de Sant Climent de Taüll. Actualment al MNAC

El juny de 1920 Joaquim Folch i Torres, juntament amb un arquitecte i un fotògraf, van decidir traslladar-se fins a la Seu d'Urgell en una missió basada en dos objectius. Per una banda volien saber les mesures exactes de les esglésies de les que havien arrencat les pintures, per tal de poder crear les carcasses on anirien col·locades, per l'altra banda, volien verificar que realment hi havia més restes de pintura sota les capes blanques que recobrien les parets de l'església. A més també van seguir amb les negociacions de la compra d'obres medievals. En referència a les compres de noves pintures romàniques es trobaven a càrrec del comerciant Pollak.

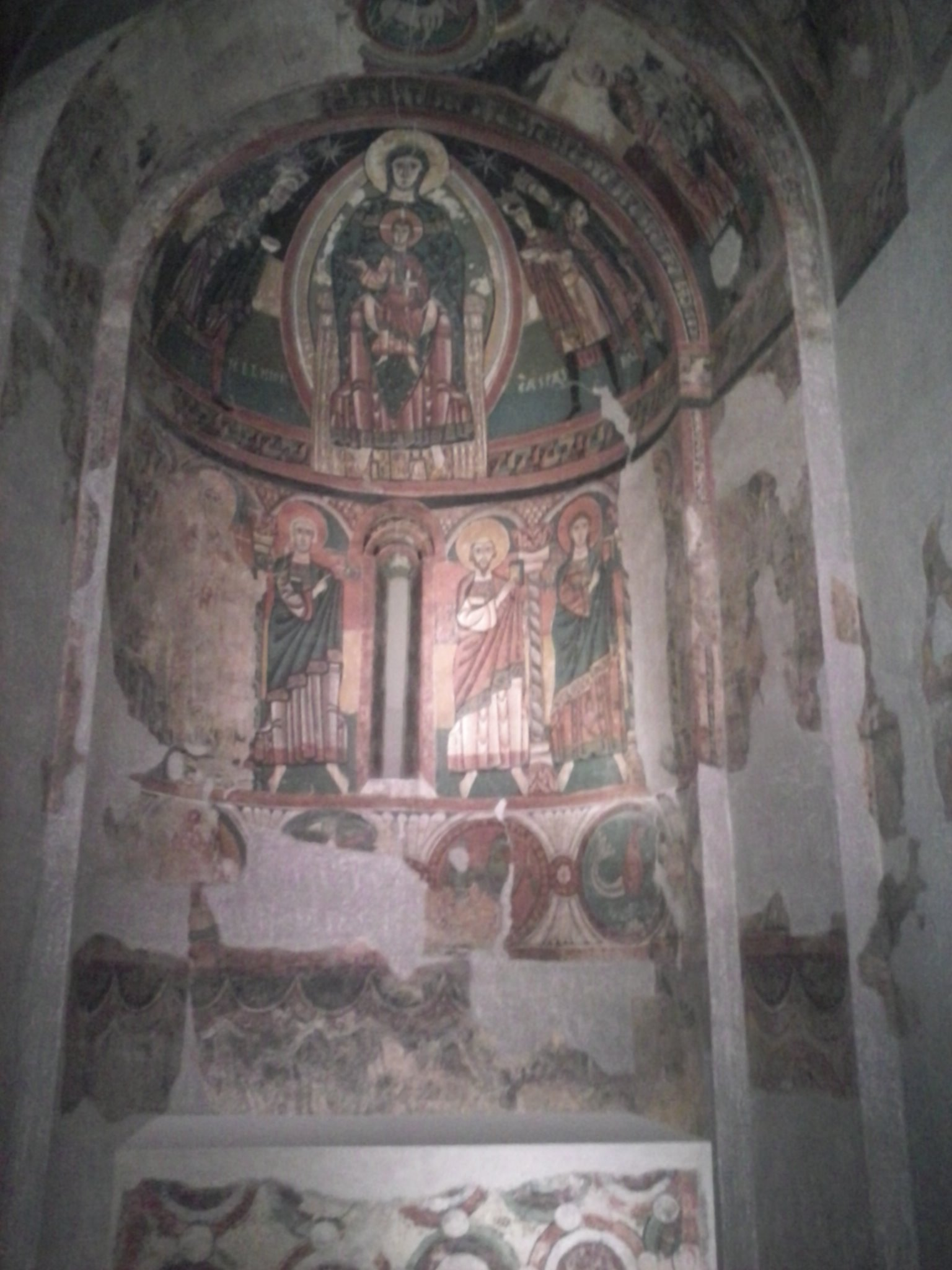
Pintures murals de l'absis de Santa María de Taüll. Actualment al MNAC

Els arrencaments van estar aturats durant un parell de mesos, ja que Franco Steffanoni havia d'estar al Museu de Barcelona per tal de col·locar les pintures a les carcasses que havien de permetre que fossin exposades. El gener de 1921 es van reprendre els arrencaments en diferents absis. El primer fou el de San Miquel de la Seu d'Urgell, després s'efectuaren els arrancaments de la vall de Cardós i les valls d'Àneu. L'estiu del mateix any es va arrencar l'absidiola meridional de San Quirze de Pedret. El 1937 es va arrencar les pintures de l'absidiola nord i l'absis central de San Quirze, ja que varen ser descobertes més tard).
El març de 1922 es va fer una exposició al Museu de Catalunya de les pintures que s’havien adquirit fins al moment. A l'octubre del mateix any van continuar amb els arrencaments de les pintures amb les de Sant Miquel d'Engolasters (Andorra).
El novembre de 1922 el bisbe va autoritzar finalment que s’arrenquessin les restes de la pintura mural romànica de la vall de Boí, que s’havia descobert en els arrencaments anteriors.
Aquestes pintures són: els murs de les naus, voltes del presbiteri, cor, i restes de pintures d'algun intradós i el baptisteri de Santa Maria de Taüll; de Sant Joan de Boí els murs de les naus; i l'absidiola nord de Sant Climent.
 A Santa Maria de Taüll, quan va anar a fer els arrencaments, es va descobrir que hi havia molta més pintura mural de la que es coneixia, encara que era una cosa que s'intuïa, no es sabia amb claredat. Es va descobrir: figures d'apòstols en l'arc pre-absidal, en la volta que cobria aquesta part una Maiestas Domini amb jerarquies angelicals, imatges de l'ofrena d'Abel i Melquisedec i l'Agnus Dei. Frisos de cortinatge de les parts baixes. I en el mur de la nau meridional escenes amb un calze i un capitell amb una figura humana. A l'hora de traslladar-les al museu, aquestes pintures van ser situades d'una manera el més semblant possible a la seva posició original.
A Sant Joan de Boí, el gener de l'última campanya que es va fer a la vall de Boí, es van recuperar les pintures del mur de la nau septentrional, alguns fragments de l'arc de l'entrada a l'absis nord, dos intradossos dels arcs de separació entre les naus, part d'una figura masculina amb una au a la mà, i el que quedava en el mur occidental de l'església.
Quan van muntar les pintures al museu, en aquest cas es van posar separades, l'únic que es va col·locar igual que estava a l'església van ser les pintures del mur exterior, la resta estava dividit en diverses sales.

## Arrencaments posteriors
Dins dels arrencaments posteriors, cal esmentar els que es van fer a l'Aragó, i les restes que van quedar del Pirineu català.

### Arrencaments a l'Aragó
Algunes de les restes més importants de pintura mural aragonesa del Pirineu que es conserven, estan actualment al Museo Diocesano de Jaca.  El muntatge d'aquest museu es va realitzar en poc menys d'una dècada. Tot això va començar el 1962 quan el rector de Jaca li va enviar una carta a Ramon Gudiol i Ricart, per consultar que havien de fer amb la pintura mural romànica que havien trobat a Urríes i aquest els va dir que havien de seguir l'exemple de Catalunya i arrencar-les per conservar-les millor al museu. A partir d'aquí es va voler fer una catalogació de tota la pintura romànica que hi havia a l'Aragó, perquè sabessin de tot el material de què estaven parlant, ja que els catàlegs que hi havia fins llavors estaven incomplets. Un personatge important per a tot això és don Jesús Arurizenca, el fundador del Museo Diocesano de Jaca i el que es va encarregar de fer expedicions per reunir totes les obres.
Un dels primers descobriments que es va fer va ser el de l'església de l'Assumpció de Maria a Navasa. S'ha conservat un conjunt pictòric que conté una Maiestas Domini amb els tetramorf i diverses figures, a més de l'epifania de Crist. Aquestes pintures van ser descobertes per Antonio Durán Gudiol i arrencades el 1965, traslladades posteriorment al Museu de Jaca, on s’exposa l'epifania mentre la resta romanen en el magatzem.

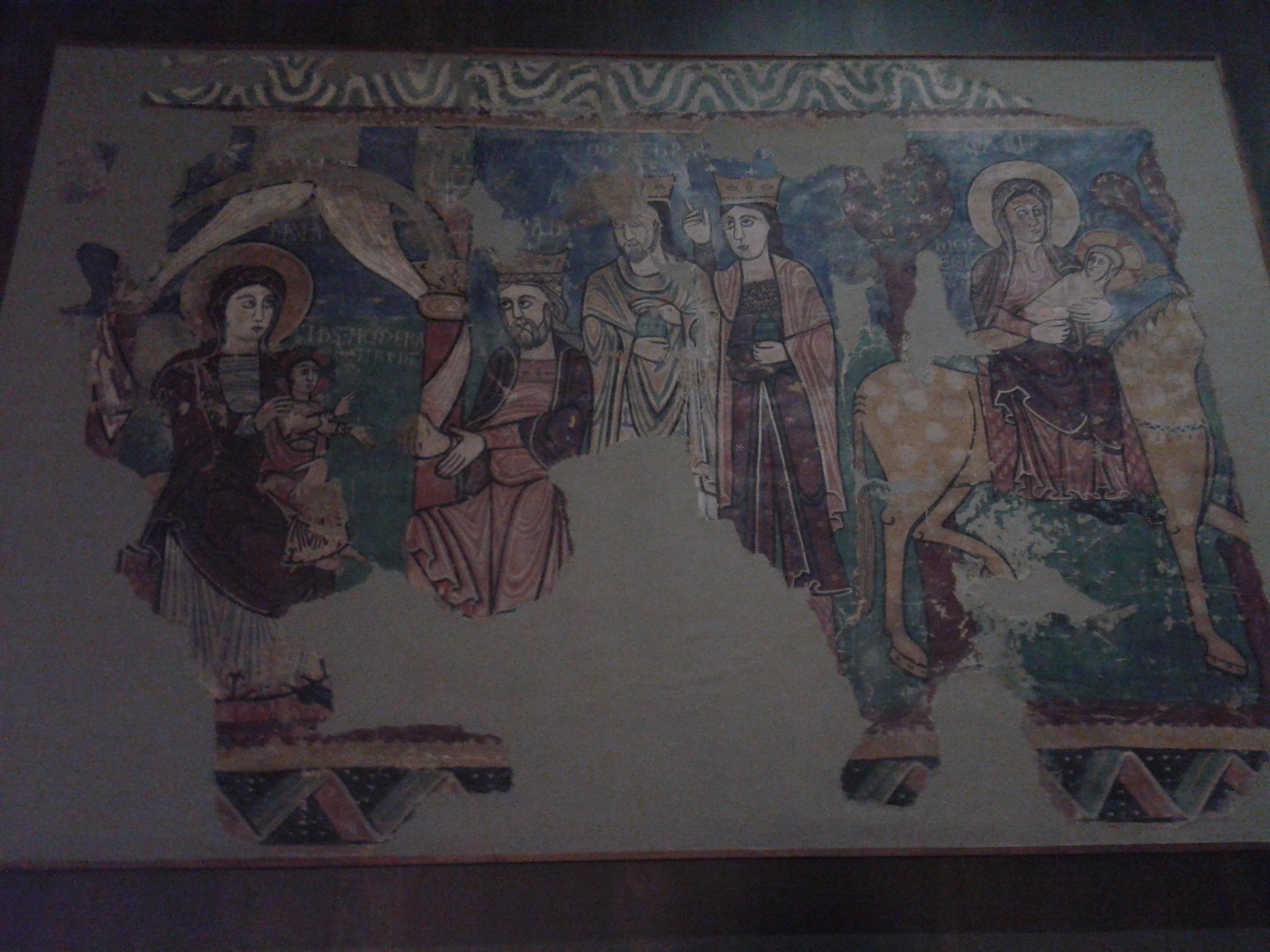
Fragment de pintura mural de Navasa. Escena de l'epifania. Actualment al Museu Diocesà de Jaca

A l'església parroquial de Santa Eulàlia de Mèrida, de Susín (Osca), van ser arrencades les seves pintures el 1966. Entre les pintures hi ha dos fragments que decoraven la capçalera de l'església. Eren les restes d'una pintura desapareguda després d'una remodelació de l'església al segle xviii, i es van traslladar a un panell perquè fos més fàcil la seva conservació al museu.
Un dels conjunts que més es va trigar a arrencar va ser el de l'església de la Verge del Concili, l'any 1971. Es conserven un total d'onze llenços, amb diferents escenes de l'Antic i el Nou Testament, emmagatzemades en el Museo Diocesano de Jaca. D’aquestes onze peces, el davallament de la Creu es troba exposada en aquest museu. D'aquest mateix any, també són les arrencades de l'església de Santa Llúcia d'Osia, d'ella es conserva tota la capçalera, amb representacions de la coronació de Maria, els apòstols, el retrat de santa Llúcia i un petit judici final en l'arc presbiteral.
Finalment, cal afegir altres conjunts de pintura mural romànica aragonesa que estan al Museu Diocesà de Jaca, dels quals no hi ha tanta informació. Són els conjunts d'Urriés, descobert i arrencat el 1962, i el de Sieso, del qual només hi ha un fragment d'un fris.
A les terres d'Aragó hi ha altres fragments de pintura mural romànica, que no pertanyen als Pirineus, però que també són importants, com les pintures murals de la sala capitular del monestir de Sixena. Les pintures murals de Sixena són una de les obres de major qualitat d'aquella època tot i que el seu estil no coincideix amb l'estil romànic pertanyent al moment. Aquestes pintures van patir l'incendi del monestir durant la Guerra Civil i part d'elles van quedar destruïdes. Va ser en aquest moment, el 1936, quan Josep Gudiol Ricart va decidir conservar-les arrencant-les, com s'havia fet amb la pintura mural fins llavors. Les pintures arrencades van ser les restes dels cinc arcs diafragma. El 1960 don Josep Ainaud de Lasarte va completar aquesta arrencada amb les escenes murals de la testera sud, i amb l'arc més meridional dels quatre que hi hauria originalment a la sala capitular del claustre. Totes aquestes pintures, van ser traslladades al MNAC.

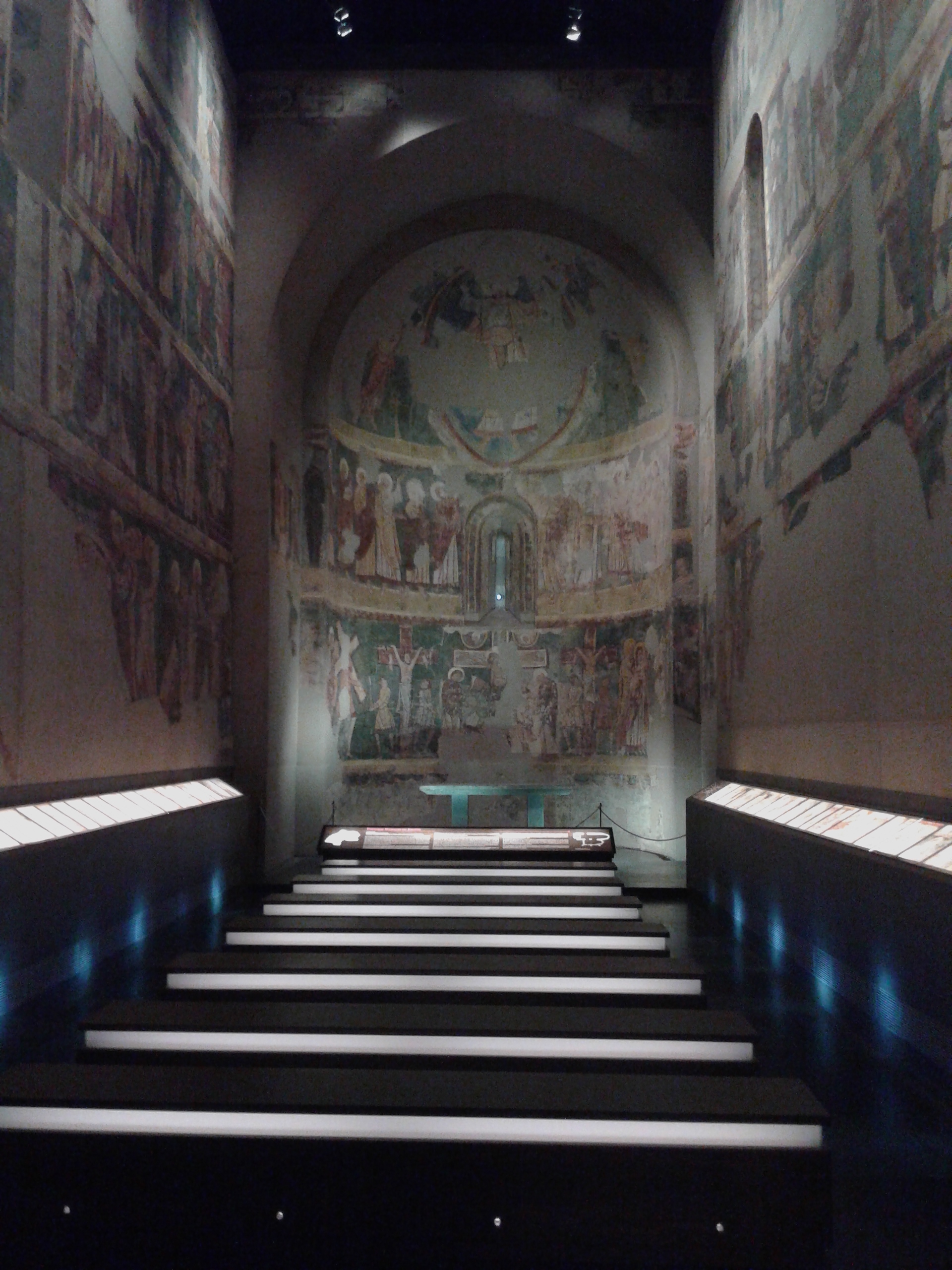
Pintures murals romàniques del conjunt de Bagüés. Actualment al Museo Diocesano de Jaca.

Un altre exemple és el de l'església de sant Joan Baptista de Ruesta descobert l'any 1963 per don Jesús Aurizenea. D’aquesta es conserva l'absis amb la Maiestas Domini, el tetramorf i diversos querubins. Un cop arrencades, es van traslladar al Palau de la Virreina a Barcelona, allà es va fer un estudi sobre elles, i posteriorment es van traslladar al Museo Diocesano de Jaca. Una dada curiosa és que quan van arrencar aquest Crist en majestat van veure que sota havia restes d'un altre Crist, el que vol dir que el pintor es va penedir i va pintar a sobre una nova representació.
Un dels conjunts més importants és el de l'església dels sants Julià i Basilissa, a Bagüés, més conegut com el conjunt de Bagüés. Va ser arrencat de les parets a l'agost de 1966 perqué no estava tenint una bona conservació. Un cop arrencats, es van restaurar i van estar una temporada a l'Antic Hospital de la Santa Creu de Barcelona, fins que es van transportar al Museo Diocesano de Jaca, on van habilitar una sala perquè tingués les característiques de l'església. Les pintures van ser col·locades en un entramat de quadrícula de fusta. Les pintures que van ser rescatades són les dels murs de la nau central i l'absis. És un relat cíclic de la història de la humanitat, començant pel pecat d'Adam i Eva i acabant per Crist jutjant a vius i morts fins al final dels temps.
Un altre dels conjunts és el de Vió, després de la Guerra Civil es va destruir el retaule de l'església i va aparèixer darrere seu, un conjunt de pintura mural. El conjunt estava en males condicions, i solament s'apreciava part d'un Crist sedent, amb dos tetramorfs, una orla amb decoració i una creu. En 1976 el conservador del patrimoni artístic de la Diòcesi de Barbastre es va plantejar que aquestes pintures havien de netejar-se per recuperar totes les restes de pintura que en algunes zones anaven apareixent, per a això van contactar amb Ramón Gudiol. Aquest els va aconsellar que les arrenquessin a causa de l'estat en què estaven les pintures. El 1976 es va netejar l'absis i es va descobrir tot el conjunt de pintura romànica que hi havia, aquesta va ser arrencada aquest mateix any i traslladada al Museu Diocesà de Barbastre.

### Arrencaments posteriors a Catalunya
Entre els anys 1960 i 1970 l'Estat es va dedicar a rehabilitar diferents esglésies del Pirineus català, i va ser el moment en què es van fer els arrencaments posteriors a la Guerra Civil, a causa de la mala conservació que tenien les pintures. Aquestes pintures van ser arrencades i col·locades en uns “xassís”, com les anteriors, però realitzats amb materials diferents, perquè tindrien una millor conservació. Les esglésies a les quals se'ls va arrencar pintures murals posteriorment són: Santa Maria de Taüll, Sant Joan de Boí, Sant Quirze de Pedret i Sant Pere de Sorpe, entre d'altres.

## Pinturesin situ
Actualment tampoc es practica l'arrencament de pintures murals perquè aquest procés és perjudicial per a elles.
Després de les diverses campanyes d'arrencaments, encara es conserven restes de pintures murals en diverses esglésies del Pirineu. Aquestes restes que no s’han volgut arrencar amb la voluntat de deixar veure la pintura mural en el seu emplaçament original als espectadors, tot facilitant-los la comprensió d'aquestes dins del seu context arquitectònic, paisatgístic i cultural. Per tal que la seva conservació fos possible in situ s’han hagut de consolidar i restaurar les pintures amb nous mètodes de restauració. Una de les institucions especialista en la seva conservació és el Servei de Conservació de Béns Mobles de Catalunya.
Alguns exemples de pintura i restes de pintura mural conservades en el seu emplaçament original són les dels conjunts, a Catalunya, de: Sant Climent de Taüll, Sant Vicenç d'Estamariu o  Sant Pere de Sorpe. I a l'Aragó: Monestir de Sant Joan de la Penya o Roda d'Isàvena.